# Víctor Alcocer
Víctor Alcocer Gómez (Mérida, Yucatán, 23 de marzo de 1917-Ciudad de México, 2 de octubre de 1984) fue un actor y actor de doblaje mexicano.

## Biografía y carrera
Víctor Alcocer fue protagonista de innumerables películas durante la llamada Época de Oro del Cine Mexicano, donde interpretó actuaciones secundarias y de reparto, por lo regular asociado a villanos. Fue también actor de doblaje en cine y series de televisión. En más de una ocasión prestó su voz para doblar al actor John Carradine, y en televisión se le recuerda por haber interpretado dando su voz al actor Telly Savalas, entre otros, en el personaje Kojak en la serie del mismo nombre y a John Cannon en El Gran Chaparral, en dibujos animados se le recuerda como el Oficial Matute en Don Gato y su Pandilla.
También realizó un memorable doblaje a César Romero, del "Guasón" en la serie Batman de 1966.
Dobló, asimismo, a El Santo y a Blue Demon, en varias de sus películas.
También tuvo participación durante los años que duró el programa cómico "Enrique el Polivoz" alrededor de los años 77-79, su personaje más recordado es el papá de "Henruchito".

## Filmografía (doblaje)

### Series de TV
- Kojak - Kojak
- Los Munsters - Herman Munster
- Superagente 86 - Jefe
- Batman (1966) - Guasón
- Hechizada - Maurice
- El gran chaparral - John Cannon
- Viaje al Fondo del Mar - Chief Sharkey
- Mi Bella Genio - Director de Cine
- Daktari - Dr. Marsh Tracy
- El Planeta de los Simios - General Urko
- La voz del Águila Serfin

### Doblaje
- Los Viajes de Marco Polo - Kublai Khan
- Luz que Agoniza - Brian Cameron
- El Planeta de los Simios - Dr. Honorio
- Superman: The Movie - Perry White
- Romeo y Julieta - Pedro
- El Santo - El Santo
- Don gato y su pandilla - El oficial Matute
- La Familia Munsters - Herman Munster
- El Super Agente 86 - El Jefe
- Batman (serie de 1966) - El Guasón

### Como actor
- El carro de la muerte (1984)
- Gatilleros del Río Bravo (1984)
- Charrito (1984)
- Tierra de valientes (1984)
- El padre Trampitas (1984)
- El mexicano feo (1984)
- El ahorcado (1983)
- Allá en el rancho de las flores (1983)
- Los gatilleros del diablo (1983)
- Hombres de tierra caliente (1983)
- Por un vestido de novia (1983)
- Preparatoria (1983)
- Terror en los barrios (1983)
- Vuelven las sobrinas del diablo (1983)
- Las sobrinas del diablo (1983)
- El ánima de Sayula (1982)
- La Contrabandista (1982)
- La guerra es un buen negocio (1982)
- San Juan de Dios es Jalisco (1982)
- El Superpolicia ochoochenta '880' (1982)
- Antonieta (1982)
- Llámenme Mike (1982)
- Tijuana caliente (1981)
- El gran perro muerto (1981)
- El rey de los tahures (1980)
- El siete vidas (1980)
- 4 hembras y un macho menos (1979)
- Los reyes del palenque (1979)
- La sotana del reo (1979)
- Ratero (1979)
- Alguien tiene que morir (1979)
- Discoteca es amor (1979)
- El norteño enamorado (1979)
- México Norte (1979)
- Crónica roja (1978)
- La dinastía de Drácula (1978)
- Mil millas al sur (1978)
- No tiene la culpa el Indio (1978)
- Oye Salomé! (1978)
- Penthouse de la muerte (1977)
- Mariachi - Fiesta de sangre (1977)
- Los temibles (1977)
- El centauro negro (1977)
- La puerta falsa (1976)
- Juan Armenta, el repatriado (1976)
- Longitud de guerra (1976)
- El caballo del diablo (1974)
- La ley del monte (1974)
- El trinquetero (1974)
- Pobre niño rico (1974)
- Mecánica nacional (1972)
- La otra mujer (1972)
- Chanoc contra el tigre y el vampiro (1972)
- Una vez un hombre (1971)
- Las chicas malas del padre Méndez (1971)
- Tacos al carbón (1971)
- El sinvergüenza (1971)
- El profe (1971)
- Yesenia (1971)
- Cruz de amor (1970)
- Las figuras de arena (1970)
- Flor de durazno (1970)
- La vida inútil de Pito Pérez (1970)
- El hermano Capulina (1969)
- Tápame contigo (1969)
- La trinchera (1969)
- Super Colt 38 (1969)
- No juzgarás a tus padres (1969)
- Capulina Speedy González (1968)
- La maestra inolvidable (1968)
- Temporada salvaje (1968)
- 5 de chocolate y 1 de fresa (1968)
- Los amores de Juan Charrasqueado (1968)
- Corona de lágrimas (1968)
- No hay cruces en el mar (1968)
- Corazón salvaje (1968)
- La captura de Gabino Barrera (1967)
- La Chamuscada (1967)
- El imperio de Drácula (1967)
- Su Excelencia (1967)
- Cargamento prohibido (1966)
- La Valentina (1966)
- Juventud sin ley (1966)
- El cachorro (1966)
- Cuernavaca en primavera (1966)
- Los endemoniados del ring (1966)
- El fugitivo (1966)
- El proceso de Cristo (1965)
- Los reyes del volante (1965)
- Cada oveja con su pareja (1965)
- Para todas hay (1965)
- Un Hombre en la trampa (1965)
- El Texano (película) (1965)
- Héroe a la fuerza (1964)
- Así amaron nuestros padres (1964)
- Frente al destino (1964)
- Nos dicen los intocables (1964)
- Barridos y regados (1963)
- Las Bravuconas (1963)
- La máscara de jade (1963)
- El amor llegó a Jalisco (1963)
- La garra del leopardo (1963)
- México de mis recuerdos (1963)
- Tin Tan el hombre mono (1963)
- Aquí está tu enamorado (1963)
- El monstruo de los volcanes (1963)
- El lobo blanco (1962)
- El secreto de Pancho Villa (1957)
- El tesoro de Pancho Villa (1957)
- La huella del chacal (1956)
- Bajo la influencia del miedo (1956)
- Corazón salvaje (1956)
- Locura pasional (1956)
- El fantasma de la casa roja (1956)
- El hombre que quiso ser pobre (1955)
- Cadena de mentiras (1955)
- La barranca de la muerte (1955)
- La vida tiene tres días (1955)
- Abajo el telón (1955)
- Estafa de amor (1955)
- La mujer X (1955)
- Pecado mortal (1955)
- Al diablo las mujeres (1955)
- El río y la muerte (1954)
- ¿Mujer... o fiera? (1954)
- As negro (1954)
- Un minuto de bondad (1954)
- El joven Juárez (1954)
- Llévame en tus brazos (1954)
- Reventa de esclavas (1954)
- El Corazón y la espada (1953)
- La ilusión viaja en tranvía (1953)
- La perversa (1953)
- Reto a la vida (1953)
- El sindicato del crimen (1953)
- Cuarto de hotel (1953)
- Mi papá tuvo la culpa (1953)
- Por el mismo camino (1953)
- La muerte es mi pareja (1953)
- Un gallo en corral ajeno (1952)
- Delirio tropical (1952)
- Angélica (1952)
- La miel se fue de la luna (1952)
- El mar y tú (1952)
- El beisbolista fenómeno (1952)
- Si yo fuera diputado... (1952)
- Noche de perdición (1951)
- Hombres sin alma (1951)
- Perdición de mujeres (1951)
- Especialista en señoras (1951)
- Los huéspedes de La Marquesa (1951)
- Por querer a una mujer (1951)
- En la palma de tu mano (1951)
- Una gallega baila mambo (1951)
- La reina del mambo (1951)
- El siete machos (1951)
- Traicionera (1950)
- Amar fue su pecado (1950)
- Tacos joven (1950)
- Cabaret Shangai (1950)
- Lluvia roja (1950)
- El gavilán pollero (1951)
- El diablo no es tan diablo (1949)
- El reino de los gángsters (1948)
- Humo en los ojos (1946)

### Telenovelas
- Profesión: Señora (1983)
- Corazones sin rumbo (1980) .... Esteban
- Los bandidos de Río Frío (1976)
- Hermanos Coraje (1972) .... Comisario Falcón
- El carruaje (1972) .... Herrera
- Lucía Sombra (1971) .... Padre Cristóbal
- La Constitución (1970) .... Hacendado yucateco

### Presentador de Tv
- Voz oficial XHTV
- El mundo del espectáculo
- Aprendiendo a vivir
- Águila Señor Serfín

### Películas Animadas
- Los tres Reyes Magos - Herodes
- Ave de Fuego - Profesor

### Series Animadas
- Los tres Reyes Magos (1976) - Herodes
- El niño del Tambor  (1971) - Ben Harad
- Un cuento de Navidad (1969) - Espíritu de la Navidad pasada
- El hombre araña (1967) - Varios
- Don Gato (1961-1962) - Oficial Matute
- Batman - Guasón
- Pájaro Loco - Varios personajes
- Popeye - El Marino-Brutus
- Casper (serie clásica) - Una aparición